# Spodoptera derupta
Spodoptera derupta är en fjärilsart som beskrevs av Morrison 1857. Spodoptera derupta ingår i släktet Spodoptera och familjen nattflyn. Inga underarter finns listade i Catalogue of Life.